# Filippo Sanjust
Filippo Sanjust (* 9. September 1925; † 29. September 1992) war ein italienischer Regisseur, Bühnen- und Kostümbildner.

## Filmografie (Auswahl)
- 1959: Caltiki – Rätsel des Grauens (Caltiki il mostro immortale)
- 1961: Der Gauner von Bagdad (Il ladro di Bagdad)